# Rajac (Čačak)
Pour les articles homonymes, voir Rajac.
Rajac (en serbe cyrillique : Рајац) est un village de Serbie situé sur le territoire de la Ville de Čačak, district de Moravica. Au recensement de 2011, il comptait 302 habitants.

## Démographie
| 1948  | 1953 | 1961 | 1971 | 1981 | 1991 | 2002 | 2011 |
| ----- | ---- | ---- | ---- | ---- | ---- | ---- | ---- |
| 1 057 | 979  | 897  | 695  | 574  | 427  | 355  | 302  |

|  |